# Região Geográfica Intermediária de Macapá
A Região Geográfica Intermediária de Macapá é uma das duas regiões intermediárias do estado brasileiro do Amapá e uma das 134 regiões intermediárias do Brasil, criadas pelo Instituto Brasileiro de Geografia e Estatística (IBGE) em 2017. É composta por 6 municípios, distribuídos em duas regiões geográficas imediatas.
Sua população total estimada pelo Instituto Brasileiro de Geografia e Estatística (IBGE) para 1º de julho de 2018 é de 704 888 habitantes, distribuídos em uma área total de 56 254,304 km².
Macapá é o município mais populoso da região intermediária, além de ser capital do estado, com 493 634 habitantes, de acordo com estimativas de 2018 do Instituto Brasileiro de Geografia e Estatística (IBGE).

## Regiões geográficas imediatas
| Região geográfica imediata                     | Municípios                       | População Estimativa 2018 | Área (km²) |
| ---------------------------------------------- | -------------------------------- | ------------------------- | ---------- |
| Região Geográfica Imediata de Macapá           | Itaubal Macapá Mazagão Santana   | 639 837                   | 22 962,327 |
| Região Geográfica Imediata de Laranjal do Jari | Laranjal do Jari Vitória do Jari | 65 051                    | 33 291,977 |
| Total                                          | 6                                | 704 888                   | 56 254,304 |